# Мірабелла-Еклано
Мірабелла-Еклано (італ. Mirabella Eclano) — муніципалітет в Італії, у регіоні Кампанія,  провінція Авелліно.
Мірабелла-Еклано розташована на відстані близько 230 км на південний схід від Рима, 70 км на схід від Неаполя, 23 км на північний схід від Авелліно.
Населення — 7762 особи (2014).
Щорічний фестиваль відбувається 2 лютого. Покровитель — Madonna del Latte,San Prisco..

## Демографія
Населення за роками:

Станом на 1 січня 2023 року в муніципалітеті офіційно проживали 284 іноземці з 24 країн, серед них 73 громадяни країн Євросоюзу та 21 громадянин України.

## Сусідні муніципалітети
- Апіче
- Боніто
- Кальві
- Фонтанароза
- Гроттамінарда
- Сант'Анджело-алл'Еска
- Тауразі
- Торре-Ле-Ночелле
- Вентікано